# دييغو بيليجريني
دييغو بيليجريني (بالإيطالية: Diego Pellegrini)‏ (21 نوفمبر 1970 لاتينا إيطاليا - ) هو لاعب كرة قدم إيطالي، يلعب كمدافع، لعب 469 مباراة وسجل 15 هدف.

## مسيرته

### مسيرته مع المنتخبات الوطنية
- 1990 - 1990 لعب مع منتخب إيطاليا تحت 21 سنة لكرة القدم 3 مباريات.

### مسيرته مع الأندية
- 1986 - 1987 لعب مع Associazione Sportiva Pro Cisterna 1926  [لغات أخرى]‏ مباراة.
- 1987 - 1993 لعب مع نادي إمبولي 94 مباراة سجل خلالها هدف.
- 1993 - 1994 لعب مع نادي فيتشينزا 14 مباراة.
- 1994 - 1995 لعب مع نادي بارما مباراة.
- 1995 - 1998 لعب مع نادي أنكونا 90 مباراة سجل خلالها 4 أهداف.
- 1998 - 1999 لعب مع نادي بيروجيا 9 مباريات.
- 1999 - 2001 لعب مع SSD Savoia 1908 FC [الإنجليزية]‏ 64 مباراة سجل خلالها هدف.
- 2001 - 2002 لعب مع ايه إس دي سامبينديتيس كالتشيو [الإنجليزية]‏ 32 مباراة سجل خلالها هدفين.
- 2002 - 2003 لعب مع نادي أديلايد سيتي لكرة القدم 31 مباراة سجل خلالها هدف.
- 2003 - 2003 لعب مع AS Lodigiani [الإنجليزية]‏ 15 مباراة.
- 2003 - 2003 لعب مع Atletico Roma FC [الإنجليزية]‏ 15 مباراة.
- 2004 - 2006 لعب مع نادي مانتوفا 49 مباراة سجل خلالها 3 أهداف.
- 2006 - 2009 لعب مع أدلايد بلو إيغيلز 51 مباراة سجل خلالها 3 أهداف.